# Okres Przysucha
Okres Przysucha (polsky Powiat przysuski) je okres v polském Mazovském vojvodství. Rozlohu má 800,68 km² a v roce 2020 zde žilo 41 126 obyvatel. Sídlem správy okresu je město Przysucha.

## Gminy
Městsko-vesnické:
- Gielniów
- Odrzywół
- Przysucha

Vesnické:
- Borkowice
- Klwów
- Potworów
- Rusinów
- Wieniawa

## Města
- Gielniów
- Odrzywół
- Przysucha

## Demografie
Počet obyvatel (informace z 30. června 2005):
|         | Celkem | Celkem | Ženy   | Ženy | Muži   | Muži |
|         | Osob   | %      | Osob   | %    | Osob   | %    |
| ------- | ------ | ------ | ------ | ---- | ------ | ---- |
| Celkem  | 43 937 | 100    | 22 175 | 50,5 | 21 762 | 49,5 |
| Město   | 6213   | 100    | 3212   | 51,7 | 3001   | 48,3 |
| Vesnice | 37 724 | 100    | 18 963 | 50,3 | 18 761 | 49,7 |

## Zajímavost
V obci Borkowice byly roku 2021 objeveny a vědecky popsány početné fosilní otisky stop dinosaurů z období rané jury (stáří asi 200 až 175 milionů let).